# BBS12
BBS12‏ (Bardet-Biedl syndrome 12) هوَ بروتين يُشَفر بواسطة جين BBS12 في الإنسان.